# Sân bay Tabora
Sân bay Tabora (IATA: TBO, ICAO: HTTB) là một sân bay ở Tabora, Tanzania.

## Hãng hàng không và điểm đến
| Hãng hàng không | Các điểm đến          |
| --------------- | --------------------- |
| Air Tanzania    | Dar es Salaam, Kigoma |